# (471240) 2011 BT15
2011 بي تي 15 (ويعرف أيضًا باسم (471240) 2011 بي تي 15 وفق تسمية الكوكب الصغير) (بالإنجليزية: 2011 BT15)‏ هو كويكب ضمن حزام الكويكبات؛ وترتيبه 471240 من حيث الاكتشاف.
اكتُشف هذا الجُرم الفلكي بواسطة مقراب بان ستارز في 24 يناير 2011.

## وصلات خارجية
- (471240) 2011 BT15 في قاعدة بيانات مختبر الدفع النفاث لأجرام النظام الشمسي الصغيرة

- الاكتشاف · مخطط المدار ·  العناصر المدارية · المعلمات المادية

- (471240) 2011 BT15 على موقع ويكي سكاي: DSS2, SDSS, GALEX, IRAS, Hydrogen α, X-Ray, Astrophoto, Sky Map, Articles and images